# Попов, Михаил Михайлович
Михаил Михайлович Попов (р. 25 февраля 1957, Харьков) ― российский прозаик, поэт и публицист, критик, киносценарист.

## Биография
Отец ― художник, мать ― преподаватель английского языка. Детство в основном прошло в Казахстане, в 1961—1975 годах жил в Белоруссии, окончил Жировицкий сельхозтехникум в Гродненской области, служил в армии (1975—1977).
С 1978 по 1984 год учился в Литературном институте имени А. М. Горького (семинар литературоведа А. А. Михайлова), после чего работал в журнале «Литературная учёба» (1983—1989), затем заместителем главного редактора журнала «Московский вестник» (1989—1997).
Член редколлегии альманаха «Реалист» (с 1995), редакционного совета «Роман-газета XX век» (с 1999). С 2004 года возглавляет Совет по прозе при Союзе писателей России.

## Творчество
Первая публикация, во время армейской службы, ― поэма о партизанах в военной газете «За Родину». Первая значительная поэтическая публикация ― стихи в московском альманахе «День поэзии» (1980).
Первая значительная публикация прозы ― повесть «Баловень судьбы» («Литературная учёба», 1983).
Первый роман М. Попова «Пир» вышел в издательстве «Советский писатель» в 1986 году. Герой романа пытается спастись от реалий мира в психбольнице, но и здесь не находит покоя, как раз тут и начинаются всяческие приключения.
В 1987 году в издательстве «Современник» вышел первый стихотворный сборник «Знак», в 1989 году в издательстве «Молодая гвардия» ― поэтическая книга «Завтрашние облака».
Один за другим выходят романы «Нежный убийца» (1989), книги повестей и рассказов «Баловень судьбы» и «Калигула» (1991).
Автор более 20 прозаических книг, вышедших в издательствах «Советский писатель», «Молодая гвардия», «Современник», «Вече» и других. Кроме психологических и приключенческих романов, примечательны романы-биографии: «Сулла», «Тамерлан», «Барбаросса», «Олоннэ».
Произведения также публиковались в журналах «Москва», «Юность», «Октябрь», «Наш современник», «Московский вестник» и других периодических изданиях.
Михаил Попов ― автор сценариев к двум художественным фильмам: «Арифметика убийства» (приз фестиваля «Киношок») и «Гаджо».
Критики отмечают разносторонность художественных интересов Михаила Попова и его особенность реалистическими средствами передать даже «заумь»:

Михаил Попов сумел добиться очень интересного результата в своих писаниях: полнейшей, как это ни странно прозвучит в литературном разговоре, независимости от языка.
В самом деле, о чём только Попов не пишет. Тут и современные московские драмы, и фантасмагорические миры будущего, и палестинская эпопея тамплиеров, и средневековая Франция, и фантасмагории Древнего Египта…
Язык, способ выражаться ― один и тот же, а «эффект присутствия» в каждом случае стопроцентный. Более того, в рамках одного и того же строго классического дискурса Попов способен воплотить, если надо, самую отчаянную заумь, чисто реалистическими средствами устроить крутейший «сюр», породить виртуальность любой степени тяжести. Для выполнения какой угодно художественной задачи он не нуждается ни в стилизациях, ни в «метаязыках» — нужное ему он создаёт не языковыми средствами, а будто учреждает в своих произведениях неким декретом.

Литературоведу С. Дмитренко нравится парадоксальность романов Попова:

Он зовёт поиграть в литературную мистификацию и тут же самочинно разоблачает её, он предлагает читателю, кажется, бульварный роман… и на первой же странице этого романа из жизни пиратов и цивилизаторов XVII века обрушивает на вас с силой девятого вала капитана Гринуэя, напоминающего обаятельного киносноба, полковника Фаренгейта, вызывающего в памяти хмель прозы Брэдбери…

Белорусский политик и искусствовед Зенон Позняк критикует Попова за участие в информационной войне:

Поспешно появилась даже «художественная литература» — например Михаил Попов — где белорусы грубо показаны такими недочеловеками, примитивными и отсталыми, а белорусское государство — недоразумением

## Михаил Попов о литературной жизни
Я так прикинул (очень, конечно, приблизительно и самоуверенно), большинством происходящих в нём [в литературном пространстве] процессов управляют пять основных тусовок. Слово «тусовка» не означает, что её члены собираются каждый день, пьют кофе или водку и тачают неотступные планы овладения всеми умами российской реальности. Члены одной такой тусовки могут друг друга ненавидеть или никогда не видеться. Это некие человекоидейные модели, воспроизводящие определённый принцип понимания мира. Две либеральные. Условно говоря, «шестидесятники»: Битов, Маканин, Аннинский, Роднянская и иже с ними. Конкретные имена, как вы понимаете, могут быть легко заменены на более для кого-то адекватные, список как угодно дополнен. Вторая либеральная тусовка — условно говоря, «новые книжники» (хотя какие уже «новые»): Немзер, Архангельский, Ерофеев, плюс всякие там мужики-сетевики. Опять-таки готов взять любые имена обратно. Есть две большие патриотические тусовки: неоязычники-империалисты (Проханов и его окружение, в чём-то Куняев, где-то Поляков) и православно-соборные писатели, группирующиеся вокруг Комсомольского проспекта, дом 13. Пятая тусовка — «звёзды рассеянной плеяды». От Владивостока и Волгограда до Мюнхена и Лондона с размытым центром в Санкт-Петербурге.

## Литературные премии
- премия журнала «Волга» (1989)
- Премия СП СССР «За лучшую первую книгу» (1989)
- Премия имени Андрея Платонова «Умное сердце» (2000)
- Премия Правительства Москвы за роман «План спасения СССР» (2002)
- Гончаровская премия (2009)
- Международная премия Москва—PENNE 2011
- Горьковская литературная премия (2012)
- Премия журнала «Москва» (2008)
- Международная премия «ЮГРА» (2022)
- Премия им. Н. С. Лескова (2023)
- «Гипертекст» (2025)

## Сочинения
- Знак. ― М., 1987.
- Пир. ― М., Советский писатель, 1988. — ISBN 5-265-00402-5
- Нежный убийца. ― М., Современник, 1989. — ISBN 5-270-00820-3
- Калигула, 1969. — М., 1991. — ISBN 5-7012-0102-3
- Баловень судьбы. — М., Молодая гвардия, 1991. — ISBN 5-235-01301-8
- Белая рабыня. — М., 1994. — ISBN 5-7121-0245-5
- Клетка для отмороженного. Романы. ― М., Вече, 1995. — ISBN 5-7141-0110-3
- Сны сутенёра. — М., Вече, АСТ, 1996. — ISBN 5-7141-0299-1
- Тимур. ― М., 1996. — ISBN 5-7632-0147-7
- Цитадель. ― М., 1998. — ISBN 5-300-01653-5
- Барбаросса. — М., Армада, 1998. — ISBN 5-7632-0778-5
- Диктатор. — М., 1998. — ISBN 5-7632-0696-7
- Давай поговорим! ― М., Терра, 1998. — ISBN 5-300-01632-2
- План спасения СССР. ― М., Армада, 2001.
- Огненная обезьяна. ― М., 2002. — ISBN 5-17-014464-4
- Обречённый царевич. ― М., Молодая гвардия, 2004. — ISBN 5-235-02705-1
- Паруса смерти. ― М., 2006. — ISBN 5-9533-1353-5
- Плерома. — М., 2006. — ISBN 5-91064-017-8
- Проклятие. ― М., 2006. — ISBN 5-94848-303-7
- Вавилонская машина. М., 2007. — ISBN 978-5-91293-027-0
- План спасения СССР. ― М., 2007. — ISBN 978-5-91293-024-9
- Пуля для эрцгерцога. ― М., 2007. — ISBN 978-5-9533-2004-7
- Кто хочет стать президентом? ― М., 2007. — ISBN 978-5-17-047171-3
- Тьма египетская. ― М., 2008. — ISBN 978-5-9533-2906-4
- Тёмные воды Тибра. ― М., 2010. — ISBN 978-5-9533-4679-5
- Москаль. ― М., 2010. — ISBN 978-5-9533-3557-7
- «Нехороший» дедушка. — М., Вече, 2011. — ISBN 978-5-9533-4982-6
- Преображенская площадь. ― М., 2012. — ISBN 978-5-4225-0044-4
- Ларочка. — М., 2014. — ISBN 978-5-386-07394-7
- Праздность. Стихотворения. — М., У Никитских ворот, 2014. — 94 с. — ISBN 978-5-91366-807-3
- Подмосковные вечера. — М., У Никитских ворот, 2015. — ISBN 978-5-906787-77-4
- На кресах всходних. — М., Вече, 2019. — ISBN 978-5-4484-0775-8
- План спасения СССР. — М., У Никитских ворот, 2017
- Давай, поговорим. — М., Вече, 2018
- Набукко. — М., У Никитских ворот, 2020
- Идея. — М., Журнал «Москва» (2021)
- Смерть Вергилия. Книга стихотворений. — М, изд-во «Наша молодежь» (2022)